# Franz Stenzer

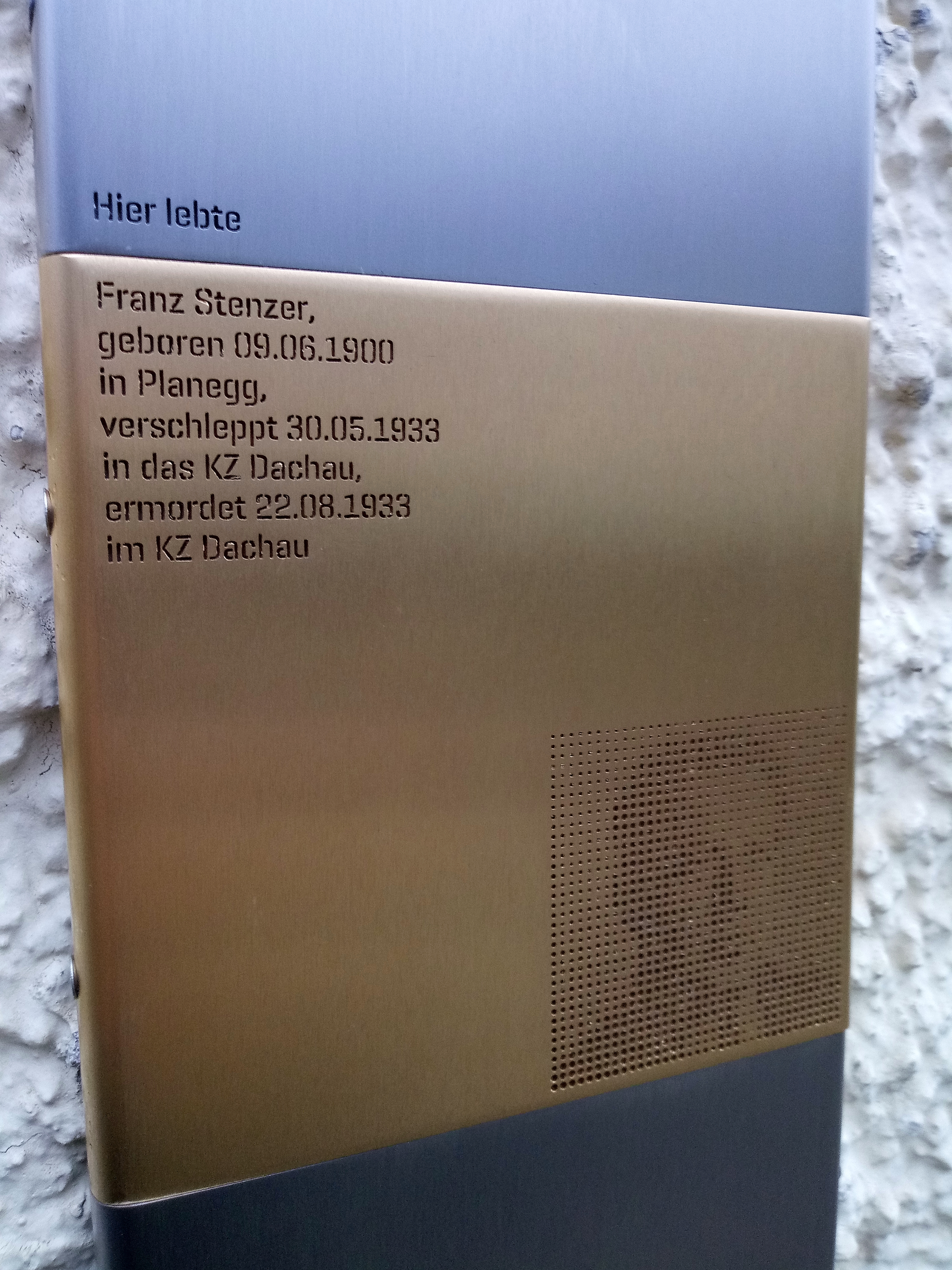
Erinnerungszeichen für Franz Stenzer

Franz Stenzer (* 9. Juni 1900 in Planegg; † 22. August 1933 in Dachau) war ein deutscher Politiker der Kommunistischen Partei Deutschlands (KPD), Teilnehmer der Münchner Räterepublik und von 1932/33 Reichstagsabgeordneter. Als Kommunist versteckte er sich 1933 in München und war kurzzeitig im Widerstand gegen den Nationalsozialismus aktiv. Der polizeilich gesuchte Stenzer wurde im Sommer 1933 verhaftet, gefoltert und im KZ Dachau ermordet.

## Leben
Franz Stenzer war ein uneheliches Kind. Seine Mutter war Waschfrau. Nach dem Besuch der Volksschule in seinem bayerischen Geburtsort absolvierte Franz Stenzer eine Lehre zum Bootsbauer und wurde Streckenarbeiter bei der Eisenbahn. Zum Ende des Ersten Weltkriegs eingezogen, leistete er seinen Wehrdienst als Matrose der Kaiserlichen Kriegsmarine, wo er gegen den militärischen Drill aufbegehrte und dafür einen Monat strengen Arrest erhielt. Stenzer nahm 1919 als Soldat der Roten Armee im kurzlebigen Versuch einer Münchner Räterepublik teil.
Nach dem Krieg arbeitete Stenzer im Bahnbetriebswerk I in München, wo er 1920 der KPD beitrat. Die Belegschaft wählte ihn in den Betriebsrat, 1922 wurde er dessen Zweiter Vorsitzender. Stenzer wurde 1924 Mitglied der KPD-Bezirksparteiführung in Süd-Bayern, wo er hauptsächlich in der Gewerkschaftsabteilung arbeitete. 1928/29 übernahm er auch die Funktion eines Leiters für Agitation und Propaganda in der Revolutionären Gewerkschafts-Opposition in Bayern. Aufgrund dieser Funktion delegierte man ihn 1929 zu einem Lehrgang an die Internationale Lenin-Schule der Kommunistischen Internationalen nach Moskau. Anschließend übernahm Stenzer Funktionen im Auftrag des Zentralkomitees der KPD wie die Verantwortung für die regionale Gewerkschaftsarbeit als „ZK-Instrukteur“. Zugleich war er Stadtrat seiner Partei im Münchner Stadtrat und ab Ende 1930 Chefredakteur der Neuen Zeitung in München. 1932 erwarb er in der Roten Gewerkschafts-Internationale in Moskau weiteres Wissen für seine politische Tätigkeit. Durch die Reichstagswahl im November 1932 kam er aus dem Wahlkreis 26 (Franken) als Abgeordneter der KPD-Fraktion in den Reichstag.
Nach der Machtergreifung der Nationalsozialisten tauchte Stenzer zunächst unter, nahm aber beispielsweise an der illegalen Tagung des ZK der KPD am 7. Februar 1933 im Sporthaus Ziegenhals teil, um anschließend aus dem Untergrund in Süddeutschland die illegale Arbeit zu organisieren. Die Gestapo spürte sein Versteck am Roecklplatz in München auf; am 30. Mai 1933 verhaftete sie ihn. Stenzer wurde im Konzentrationslager schwer gefoltert und kam am 10. August 1933 ins Lagergefängnis (Kommandatur-Arrest oder Bunker), in dem er schließlich kurze Zeit später, am 22. August, ermordet wurde. Nach Angaben Himmlers in einem Schreiben an den bayerischen Innenminister Adolf Wagner wurde Stenzer bei einem angeblichen Fluchtversuch von einem SS-Scharführer durch einen Genickschuss getötet. Stenzer war der erste Reichstagsabgeordnete, der ermordet wurde. Ein Ermittlungsverfahren gegen den Scharführer wurde im Dezember 1933 eingestellt, da dessen Darstellung nicht widerlegt werden konnte. Ein gerichtsmedizinisches Gutachten hatte zuvor kein eindeutiges Ergebnis erbracht. Nach Kriegsende wurde der Fall nochmals amerikanischen Ermittlern anvertraut, es kam zu keinen weiteren Prozessen.
Stenzer war verheiratet; aus der Ehe gingen drei Töchter hervor. Stenzers Frau wurde seit April 1933 als Geisel festgehalten und einen Tag nach der Beisetzung ihres Mannes freigelassen. Im November 1933 flüchtete sie zuerst in das Saargebiet, dann nach Paris und im August 1934 in die Sowjetunion. Während der stalinistischen Verfolgungen wurde sie 1937 aus der KPD ausgeschlossen und war bis 1938 inhaftiert. Im Jahr 1946 kehrte sie nach Deutschland zurück, lebte später in der DDR und starb im März 1998 in Berlin. Stenzers Tochter Emmi war ab 1944 mit Markus Wolf verheiratet und  als Literaturwissenschaftlerin Verwalterin des Nachlasses ihres Schwiegervaters Friedrich Wolf.

## Gedenken

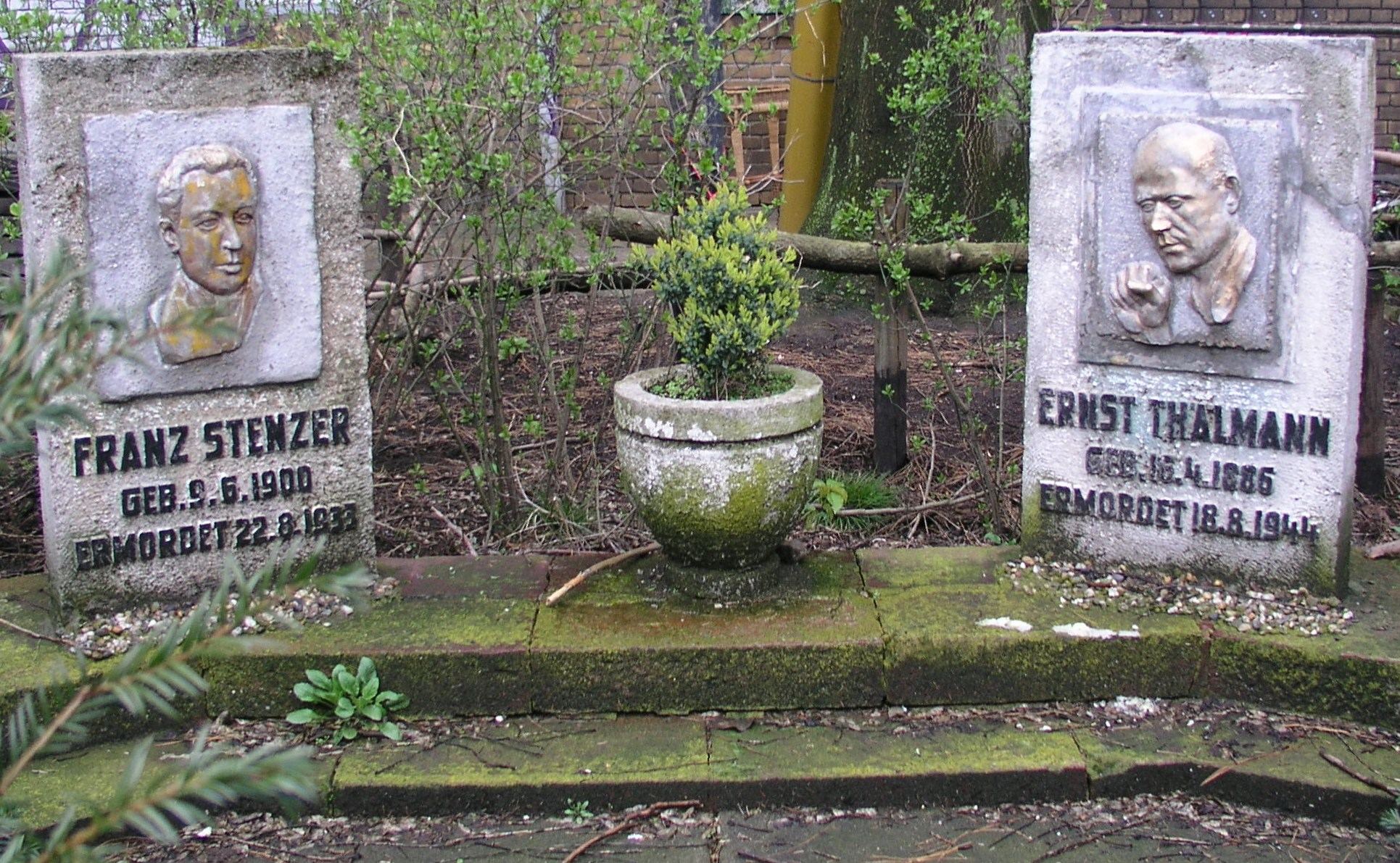
Gedenksteine für Franz Stenzer und Ernst Thälmann auf dem ehemaligen RAW-Gelände in Berlin-Friedrichshain, Herbst 2008

Für die SED-Führung war der Lebensweg Franz Stenzers ein Vorbild als tapferer und standhafter Kämpfer gegen Faschismus und Militarismus. Seine Biographie wurde durch Befragung von Familienangehörigen, Mithäftlingen und ehemaligen Kampfgenossen niedergeschrieben, das Neue Deutschland brachte im September 1963 unter dem Titel „Ein Leben für die Arbeiterklasse“ einen dreiteiligen Bericht. Eine Forschungsgruppe zum KZ Dachau publizierte in den 1970er Jahren den letzten Brief Franz Stenzers vom 24. Juni 1933 in einer Materialsammlung zu den Lageropfern. In der DDR wurde auch ein „Franz-Stenzer-Lied“ in Auftrag gegeben.
Gedenkorte mit Bezug zu Franz Stenzer:
- In Berlin trug eines der größten Reichsbahnausbesserungswerke (RAW) der Deutschen Reichsbahn von 1967 bis zu dessen Stilllegung 1995 seinen Namen.
- Auf dem Gelände des RAW befindet sich ein Gedenkstein mit einem Porträtrelief Stenzers und dieser Inschrift:[2] „Franz Stenzer, geb. 9. 6. 1900, ermordet 22. 8. 1933.“
- In Berlin-Friedrichshain war auch eine Schule in der Niemannstraße 3 nach Franz Stenzer benannt. Am Gebäude gab es ein entsprechendes Porträtrelief.[2]
- In der Nähe des Reichstags erinnert seit 1992 eine der 96 Gedenktafeln für von den Nationalsozialisten ermordete Reichstagsabgeordnete an Stenzer.
- Er ist Namensgeber der Franz-Stenzer-Straße in Pasing und in Berlin.
- Ein Frachtschiff der Handelsmarine der DDR trug ebenfalls seinen Namen.
- In Eisenach, Willi-Enders-Straße wurde 1984 ein Gedenkstein für Franz Stenzer errichtet, das Kampfgruppenbataillon des VEB Automobilwerk Eisenach (AWE) trug seinen Namen.
- Erinnerungszeichen für Franz Stenzer an seinem ehemaligen Wohnort in der Münchner Nimmerfallstraße 54.[7]